# Eduardo Roldán
Eduardo Roldán Galván (Valladolid, 1978) es un periodista, escritor, poeta, dramaturgo y guionista español. Ganó el I Premio Nacional de Poesía Treciembre y el XIV Premio Nacional de Teatro José Martín Recuerda'.